# Пьерантоцци, Эмануэла
Эмануэ́ла Пьеранто́цци (итал. Emanuela Pierantozzi; 22 августа 1968, Болонья) — итальянская дзюдоистка средней и полутяжёлой весовых категорий, выступала за сборную Италии в конце 1980-х и на всём протяжении 1990-х годов. Серебряная и бронзовая призёрка летних Олимпийских игр, двукратная чемпионка мира, двукратная чемпионка Европы, победительница многих турниров национального и международного значения.

## Биография
Эмануэла Пьерантоцци родилась 22 августа 1968 года в городе Болонья. Активно заниматься дзюдо начала с раннего детства, проходила подготовку в спортивном клубе Vulture Genova Voltri.
Первого серьёзного успеха на взрослом международном уровне добилась в 1988 году, когда попала в основной состав итальянской национальной сборной и побывала на чемпионате Европы в испанской Памплоне, откуда привезла награду серебряного достоинства, выигранную в средней весовой категории. Год спустя одержала победу на европейском первенстве в Хельсинки и на первенстве мира в Белграде. В 1991 году на чемпионате мира в Барселоне вновь была лучшей, тогда как на чемпионате Европы в Праге получила бронзу.
В 1992 году Пьерантоцци во второй раз стала чемпионкой Европы, одолев всех соперниц на соревнованиях в Париже. Благодаря череде удачных выступлений удостоилась права защищать честь страны на летних Олимпийских играх в Барселоне — единственное поражение потерпела здесь в решающем поединке против представительницы Кубы Одалис Реве и завоевала тем самым серебряную олимпийскую медаль.
На чемпионате Европы 1993 года в Афинах была третьей в зачёте средней весовой категории. Два года спустя на европейском первенстве в английском Бирмингеме удостоилась серебряной награды. В следующем сезоне на аналогичных соревнованиях в Гааге повторила это достижение, добавила в послужной список ещё одну серебряную медаль. Будучи в числе лидеров дзюдоистской команды Италии, благополучно прошла квалификацию на  Олимпийские игры 1996 года в Атланте — на сей раз до призовых позиций не добралась, расположилась в итоговом протоколе лишь на восемнадцатой строке.
После Олимпиады в США Эмануэла Пьерантоцци осталась в основном составе итальянской национальной сборной и продолжила принимать участие в крупнейших международных турнирах. Так, в 1997 году она выступила на чемпионате мира в Париже, где стала серебряной призёркой. Представляла страну на Олимпийских играх 2000 года в Сиднее, но уже в полутяжёлой весовой категории. В стартовом поединке основной турнирной сетки победила японку Норико Анно, но затем потерпела поражение от бельгийки Хайди Рекельс. В утешительных встречах за третье место взяла верх над всеми четырьмя оппонентками, в том числе над такими известными дзюдоистками как Эдинанси Силва из Бразилии и Диаденис Луна с Кубы, завоевав тем самым бронзовую олимпийскую медаль. Вскоре по окончании этих соревнований приняла решение завершить карьеру профессиональной спортсменки, уступив место в сборной молодым итальянским дзюдоисткам.
Кавалер ордена «За заслуги перед Итальянской Республикой» (2000).